# GP2-Lauf in Mogyoród 2013
Der GP2-Lauf in Mogyoród 2013 fand vom 26. bis 28. Juli auf dem Hungaroring in Mogyoród statt und war der siebte Lauf der GP2-Serie-Saison 2013. Jolyon Palmer (Carlin) gewann das Hauptrennen vor Marcus Ericsson (DAMS) und Felipe Nasr (Carlin). Das Sprintrennen gewann Nathanaël Berthon (Trident Racing) vor Mitch Evans (Arden International) und Fabio Leimer (Racing Engineering).

## Berichte

### Hintergrund
Die Veranstaltung fand im Rahmenprogramm des Großen Preis von Ungarn statt.
Nach dem Lauf in Nürburg führte Stefano Coletti die Fahrerwertung mit 27 Punkten vor Felipe Nasr und 45 Punkten vor Sam Bird an. Carlin führte in der Teamwertung mit vier Punkten vor Rapax und neun Punkten vor Russian Time.

### Training
Im freien Training fuhr Sam Bird die schnellste Rundenzeit, gefolgt von Sergio Canamasas und Tom Dillmann.

### Qualifying
Im Qualifying konnten sich die beiden Russian-Time-Fahrer durchsetzten. Tom Dillmann sicherte sich mit einer Zeit von 1:28,219 die Pole-Position, gefolgt von Teamkollege Sam Bird. Letzterer erhielt jedoch eine Strafe für das Behindern von Sergio Canamasas und startete von der fünften Position aus.

### Hauptrennen
Kurz vor Ende der Einführungsrunde kam es zu einem ersten Ausfall, als Ricardo Teixeira in der letzten Kurve stehenblieb und geborgen werden musste. In der daraus resultierenden Aufwärmrunde kam es ebenfalls bei Daniël de Jong und Dani Clos zu Problemen, woraufhin beide aus der Boxengasse starten mussten. Das Rennen wurde daraufhin auf 36 Runden verkürzt.
Bei Rennstart würgte dem Österreicher René Binder das Auto ab, was zu einem enormen Zeitverlust für ihn führte. Kurz darauf kam es zu einem ersten Kontakt zwischen Daniel Abt und Jon Lancaster. Zuerst konnte Abt weiterfahren, kurz vor Rennende gab er das Rennen allerdings auf. Weiter vorne im Feld konnte sich Felipe Nasr sich vorerst die Führung sichern.
Ab der sechsten Runde gingen die meisten vorne gelegenen Fahrer an die Box, ausgenommen Jolyon Palmer der bis in die 17. Runde weiterfuhr. Nach seinem Boxenstopp kam er direkt hinter dem erstplatzierten Marcus Ericsson auf die Strecke zurück. Beide kämpften über die nächsten Runden um den Sieg, wobei Palmer, vier Runden vor Schluss, die Führung erobern konnte. Ericssons Reifen verloren an Profil und letztendlich kam mit einem Rückstand von 15 Sekunden als Zweiter ins Ziel.

### Sprintrennen
Beim Rennstart des Sprintrennens kam es direkt zu einem Kontakt zwischen Sergio Canamasas und Daniël de Jong, woraufhin beide sich drehten. Zwei weitere Rennfahrer waren in den Unfall verwickelt. Beim Restart nach der Safety-Car-Phase konnte sich Pole-Setter Nathanael Berthon erneut absetzen und das Rennen unbeschadet auf dem ersten Platz beenden.

## Meldeliste
Alle Teams und Fahrer verwendeten das Dallara-Chassis GP2/11, Motoren von Renault-Mecachrome und Reifen von Pirelli.
| Team                 | Auto # | Fahrer                |
| -------------------- | ------ | --------------------- |
| DAMS                 | 01     | Marcus Ericsson       |
| DAMS                 | 02     | Stéphane Richelmi     |
| ART Grand Prix       | 03     | James Calado          |
| ART Grand Prix       | 04     | Daniel Abt            |
| Arden International  | 05     | Johnny Cecotto junior |
| Arden International  | 06     | Mitch Evans           |
| Racing Engineering   | 07     | Julian Leal           |
| Racing Engineering   | 08     | Fabio Leimer          |
| Carlin               | 09     | Felipe Nasr           |
| Carlin               | 10     | Jolyon Palmer         |
| Russian Time         | 11     | Sam Bird              |
| Russian Time         | 12     | Tom Dillmann          |
| EQ8 Caterham Racing  | 14     | Sergio Canamasas      |
| EQ8 Caterham Racing  | 15     | Alexander Rossi       |
| Barwa Addax Team     | 16     | Jake Rosenzweig       |
| Barwa Addax Team     | 17     | Rio Haryanto          |
| Rapax                | 18     | Stefano Coletti       |
| Rapax                | 19     | Simon Trummer         |
| Trident Racing       | 20     | Nathanaël Berthon     |
| Trident Racing       | 21     | Ricardo Teixeira      |
| Hilmer Motorsport    | 22     | Adrian Quaife-Hobbs   |
| Hilmer Motorsport    | 23     | Jon Lancaster         |
| Venezuela GP Lazarus | 24     | René Binder           |
| Venezuela GP Lazarus | 25     | Vittorio Ghirelli     |
| MP Motorsport        | 26     | Dani Clos             |
| MP Motorsport        | 27     | Daniël de Jong        |

## Klassifikationen

### Qualifying
| Pos. | Fahrer              | Team                 | Zeit     | Start |
| ---- | ------------------- | -------------------- | -------- | ----- |
| 01   | Tom Dillmann        | Russian Time         | 1:28.219 | 01    |
| 02   | Sam Bird            | Russian Time         | 1:28.296 | 05    |
| 03   | Fabio Leimer        | Racing Engineering   | 1:28.507 | 02    |
| 04   | Felipe Nasr         | Carlin               | 1:28.679 | 03    |
| 05   | Marcus Ericsson     | DAMS                 | 1:28.709 | 04    |
| 06   | Stephane Richelmi   | DAMS                 | 1:28.753 | 06    |
| 07   | Jolyon Palmer       | Carlin               | 1:28.802 | 07    |
| 08   | Rio Haryanto        | Barwa Addax Team     | 1:28.826 | 08    |
| 09   | Alexander Rossi     | Caterham Racing      | 1:28.851 | 09    |
| 10   | Daniël de Jong      | MP Motorsport        | 1:28.855 | Box   |
| 11   | Johnny Cecotto jr.  | Arden International  | 1:28.927 | 10    |
| 12   | Mitch Evans         | Arden International  | 1:29.012 | 11    |
| 13   | Nathanaël Berthon   | Trident Racing       | 1:29.020 | 12    |
| 14   | James Calado        | ART Grand Prix       | 1:29.128 | 13    |
| 15   | Jon Lancaster       | Hilmer Motorsport    | 1:29.136 | 14    |
| 16   | Jake Rosenzweig     | Barwa Addax Team     | 1:29.403 | 15    |
| 17   | Simon Trummer       | Rapax                | 1:29.403 | 16    |
| 18   | Stefano Coletti     | Rapax                | 1:29.519 | 17    |
| 19   | Julian Leal         | Racing Engineering   | 1:29.524 | 18    |
| 20   | Daniel Abt          | ART Grand Prix       | 1:29.735 | 19    |
| 21   | René Binder         | Venezuela GP Lazarus | 1:29.742 | 20    |
| 22   | Adrian Quaife-Hobbs | Hilmer Motorsport    | 1:29.793 | 21    |
| 23   | Dani Clos           | MP Motorsport        | 1:29.877 | Box   |
| 24   | Sergio Canamasas    | Caterham Racing      | 1:30.078 | 22    |
| 25   | Vittorio Ghirelli   | Venezuela GP Lazarus | 1:30.251 | 24    |
| 26   | Ricardo Teixeira    | Trident Racing       | 1:31.254 | 23    |

### Hauptrennen
| Pos. | Fahrer              | Team                 | Runden | Zeit       | Start | Schnellste Runde |
| ---- | ------------------- | -------------------- | ------ | ---------- | ----- | ---------------- |
| 01   | Jolyon Palmer       | Carlin               | 36     | 57:14.477  | 7     | 1:33,380 (32.)   |
| 02   | Marcus Ericsson     | DAMS                 | 36     | + 15.407   | 5     | 1:32,290 (9.)    |
| 03   | Felipe Nasr         | Carlin               | 36     | + 15.794   | 3     | 1:33,943 (11.)   |
| 04   | Fabio Leimer        | Racing Engineering   | 36     | + 19.433   | 2     | 1:33,925 (12.)   |
| 05   | Stéphane Richelmi   | DAMS                 | 36     | + 19.740   | 6     | 1:33,530 (10.)   |
| 06   | Simon Trummer       | Rapax                | 36     | + 21.499   | 16    | 1:33,412 (11.)   |
| 07   | Mitch Evans         | Arden International  | 36     | + 22.584   | 11    | 1:32,582 (30.)   |
| 08   | Nathanaël Berthon   | Trident Racing       | 36     | + 36.439   | 12    | 1:32,835 (9.)    |
| 09   | James Calado        | ART Grand Prix       | 36     | + 38.203   | 13    | 1:32,931 (10.)   |
| 10   | Sam Bird            | Russian Time         | 36     | + 44.671   | 5     | 1:32,791 (9.)    |
| 11   | Rio Haryanto        | Barwa Addax Team     | 36     | + 51.951   | 8     | 1:33,688 (14.)   |
| 12   | Daniël de Jong      | MP Motorsport        | 36     | + 52.520   | Box   | 1:33,863 (11.)   |
| 13   | Alexander Rossi     | Caterham Racing      | 36     | + 54.815   | 9     | 1:33,025 (10.)   |
| 14   | Dani Clos           | MP Motorsport        | 36     | + 55.990   | Box   | 1:33,973 (12.)   |
| 15   | Julian Leal         | Racing Engineering   | 36     | + 56.302   | 18    | 1:32,794 (12.)   |
| 16   | Stefano Coletti     | Rapax                | 36     | + 57.202   | 17    | 1:31,717 (32.)   |
| 17   | Vittorio Ghirelli   | Venezuela GP Lazarus | 36     | + 58.624   | 24    | 1:33,864 (36.)   |
| 18   | Adrian Quaife-Hobbs | Hilmer Motorsport    | 36     | + 1:05.995 | 21    | 1:33,881 (9.)    |
| 19   | Ricardo Teixeira    | Trident Racing       | 36     | + 1:16.133 | 23    | 1:33,880 (24.)   |
| 20   | Tom Dillmann        | Russian Time         | 36     | + 1:33.788 | 1     | 1:33,114 (9.)    |
| 21   | Johnny Cecotto jr.  | Arden International  | 35     | + 1 Runde  | 10    | 1:32,601 (35.)   |
| 22   | René Binder         | Venezuela GP Lazarus | 35     | + 1 Runde  | 20    | 1:32,792 (30.)   |
| 23   | Jon Lancaster       | Hilmer Motorsport    | 35     | + 1 Runde  | 14    | 1:32,536 (24.)   |
| 24   | Daniel Abt          | ART Grand Prix       | 34     | DNF        | 19    | —                |
| 25   | Jake Rosenzweig     | Barwa Addax Team     | 32     | DNF        | 15    | —                |
| —    | Sergio Canamasas    | Caterham Racing      | 17     | DNF        | 22    | —                |

### Sprintrennen
| Pos. | Fahrer              | Team                 | Runden | Zeit       | Start | Schnellste Runde |
| ---- | ------------------- | -------------------- | ------ | ---------- | ----- | ---------------- |
| 01   | Nathanaël Berthon   | Trident Racing       | 28     | 45:06.319  | 1     | 1:32.606 (4.)    |
| 02   | Mitch Evans         | Arden International  | 28     | + 2.239    | 2     | 1:33.200 (5.)    |
| 03   | Fabio Leimer        | Racing Engineering   | 28     | + 13.441   | 5     | 1:33.444 (20.)   |
| 04   | Marcus Ericsson     | DAMS                 | 28     | + 13.441   | 7     | 1:33.419 (22.)   |
| 05   | Felipe Nasr         | Carlin               | 28     | + 23.367   | 6     | 1:33.854 (7.)    |
| 06   | James Calado        | ART Grand Prix       | 28     | + 27.216   | 9     | 1:34.028 (8.)    |
| 07   | Simon Trummer       | Rapax                | 28     | + 31.387   | 3     | 1:34.097 (4.)    |
| 08   | Sam Bird            | Russian Time         | 28     | + 37.958   | 10    | 1:34.220 (5.)    |
| 09   | Stéphane Richelmi   | DAMS                 | 28     | + 40.002   | 4     | 1:34.524 (8.)    |
| 10   | Rio Haryanto        | Barwa Addax Team     | 28     | + 43.991   | 11    | 1:34.031 (5.)    |
| 11   | Tom Dillmann        | Russian Time         | 28     | + 44.383   | 20    | 1:33.911 (9.)    |
| 12   | Jolyon Palmer       | Carlin               | 28     | + 51.408   | 8     | 1:34.602 (19.)   |
| 13   | René Binder         | Venezuela GP Lazarus | 28     | + 51.699   | 22    | 1:33.609 (7.)    |
| 14   | Daniel Abt          | ART Grand Prix       | 28     | + 56.342   | 26    | 1:34.186 (10.)   |
| 15   | Jake Rosenzweig     | Barwa Addax Team     | 28     | + 1.01.084 | 24    | 1:34.366 (18.)   |
| 16   | Alexander Rossi     | Caterham Racing      | 28     | + 1.05.663 | 13    | 1:33.420 (18.)   |
| 17   | Vittorio Ghirelli   | Venezuela GP Lazarus | 28     | + 1:11.592 | 17    | 1:33.692 (14.)   |
| 18   | Jon Lancaster       | Hilmer Motorsport    | 28     | + 1:12.378 | 23    | 1:32.056 (8.)    |
| 19   | Ricardo Teixeira    | Trident Racing       | 28     | + 1:13.045 | 19    | 1:22.818 (15.)   |
| 20   | Stefano Coletti     | Rapax                | 27     | + 1 Runde  | 16    | 1:32.805 (9.)    |
| 21   | Julian Leal         | Racing Engineering   | 27     | + 2 Runden | 15    | 1:33.296 (16.)   |
| —    | Dani Clos           | MP Motorsport        | 24     | DNF        | 14    | 1:32.907 (9.)    |
| —    | Johnny Cecotto jr.  | Arden International  | 19     | DNF        | 21    | 1:33.874 (17.)   |
| —    | Sergio Canamasas    | Caterham Racing      | 1      | DNF        | 25    | —                |
| —    | Daniël de Jong      | MP Motorsport        | 0      | DNF        | 12    | —                |
| —    | Adrian Quaife-Hobbs | Hilmer Motorsport    | 0      | DNF        | 18    |                  |

## Punktestände nach dem Lauf

### Fahrerwertung
| Pos. | Fahrer             | Team                | Punkte |
| ---- | ------------------ | ------------------- | ------ |
| 01   | Stefano Coletti    | Rapax               | 135    |
| 02   | Felipe Nasr        | Carlin              | 129    |
| 03   | Fabio Leimer       | Racing Engineering  | 110    |
| 04   | Sam Bird           | Russian Time        | 92     |
| 05   | James Calado       | ART Grand Prix      | 90     |
| 06   | Jon Lancaster      | Hilmer Motorsport   | 65     |
| 07   | Marcus Ericsson    | DAMS                | 64     |
| 08   | Jolyon Palmer      | Carlin              | 64     |
| 09   | Stéphane Richelmi  | DAMS                | 57     |
| 10   | Mitch Evans        | Arden International | 56     |
| 11   | Tom Dillmann       | Russian Time        | 51     |
| 12   | Robin Frijns       | Hilmer Motorsport   | 45     |
| 13   | Alexander Rossi    | Caterham Racing     | 32     |
| 14   | Johnny Cecotto jr. | Arden International | 30     |
| 15   | Kevin Ceccon       | Trident             | 28     |

| Pos. | Fahrer              | Team                 | Punkte |
| ---- | ------------------- | -------------------- | ------ |
| 16   | Adrian Quaife-Hobbs | MP Motorsport        | 23     |
| 17   | Julian Leal         | Racing Engineering   | 22     |
| 18   | Nathanaël Berthon   | Trident              | 21     |
| 19   | Rio Haryanto        | Barwa Addax          | 20     |
| 20   | Simon Trummer       | Rapax                | 18     |
| 21   | René Binder         | Venezuela GP Lazarus | 11     |
| 22   | Daniel Abt          | ART Grand Prix       | 2      |
| 23   | Conor Daly          | Hilmer Motorsport    | 2      |
| 24   | Daniël de Jong      | MP Motorsport        | 1      |
| 25   | Jake Rosenzweig     | Barwa Addax          | 0      |
| 26   | Kevin Giovesi       | Venezuela GP Lazarus | 0      |
| 27   | Sergio Canamasas    | Caterham Racing      | 0      |
| 28   | Dani Clos           | MP Motorsport        | 0      |
| 29   | Vittorio Ghirelli   | Venezuela GP Lazarus | 0      |
| 30   | Ricardo Teixeira    | Trident              | 0      |

### Teamwertung
| Pos. | Team               | Punkte |
| ---- | ------------------ | ------ |
| 01   | Carlin             | 193    |
| 02   | Rapax              | 153    |
| 03   | Russian Time       | 143    |
| 04   | Racing Engineering | 132    |
| 05   | DAMS               | 121    |
| 06   | Hilmer Motorsport  | 112    |
| 07   | ART Grand Prix     | 93     |

| Pos. | Team                 | Punkte |
| ---- | -------------------- | ------ |
| 08   | Arden International  | 86     |
| 09   | Trident Racing       | 49     |
| 10   | Caterham Racing      | 32     |
| 11   | MP Motorsport        | 24     |
| 12   | Barwa Addax Team     | 20     |
| 13   | Venezuela GP Lazarus | 11     |